# المرأة في كوسوفو
النساء في كوسوفو هن النساء اللاتي يعشن في جمهورية كوسوفو أو من هن منها. وبصفتهن مواطنات في دولة ما بعد الحرب، فقد أصبحن مشاركات في عملية بناء السلام وتحقيق المساواة المؤيّدة للجنسين في عملية إعادة التأهيل في كوسوفو. كما أن النساء في كوسوفو أصبحن نشيطات في السياسة وفي إنفاذ القانون في جمهورية كوسوفو. ومثال على ذلك هو انتخاب عاطفة يحيى آغا رئيسا رابعا لكوسوفو.[a]. وكانت أول امرأة، وأول مرشح غير حزبي، وأصغر من انتخب لمنصب الرئاسة في البلاد. وقبل أن تصبح رئيسة، عملت نائب مدير شرطة كوسوفو،  وهي تحمل على رتبة لواء، وهي أعلى رتبة بين النساء جنوب شرق أوروبا.

## المساواة بين الجنسين
المرأة في كوسوفو متساوية من الناحية الفنية مع الرجل من حيث الحق في التصويت وحقوق الملكية والعمل. ومع ذلك، فإن أقل من 10 في المائة من جميع الأعمال التجارية في كوسوفو تقودها أو تملكها النساء ، وأقل من 3 في المائة من جميع القروض التجارية تذهب إلى النساء. ويرجع ذلك جزئياً إلى حقيقة أن النساء لا يملكن الضمانات اللازمة لتأمين القروض لأن الملكية مسجلة بشكل رئيسي باسم الذكر. 18 في المائة فقط من النساء يملكن الملكية و 3.8 في المائة من الممتلكات الموروثة. وبسبب العادات الثقافية، غالبًا ما تُستبعد النساء من ميراث الملكية أو يُتوقع منهن التخلي عن ميراثهن لأقاربهن الذكور.

## العنف الجنسي خلال الصراع 1998-1999
خلال النزاع المسلح في المنطقة من 1998-1999 ، تم الإبلاغ عن اغتصاب منهجي. ووفقًا لتقرير هيومن رايتس ووتش في عام 2000 حول العنف، أُبلغ عن 96 حالة اغتصاب ارتكبتها القوات الصربية واليوغسلافية ضد نساء ألبانيات كوسوفيات  يعتقد الكثيرون أن هذا العدد أقل بكثير من العدد الفعلي للضحايا، مع وجود تقديرات بالآلاف.
واتخذ الاغتصاب خلال هذه الفترة ثلاثة أشكال: الاغتصاب في منازل النساء، والاغتصاب أثناء الفرار، والاغتصاب أثناء الاحتجاز. وقد حدث الشكل الأول إلى حد كبير في قرى الناجين، حيث تعرضن للاغتصاب أمام أسرهن وجيرانهن في بعض الأحيان. وتنطبق الفئة الثانية على حالات الاغتصاب المرتكبة ضد النساء المشردات داخلياً وبالتالي بعيداً عن منازلهن. وتنطبق الفئة الأخيرة على النساء اللاتي تعرضن للاغتصاب أثناء احتجازهن المؤقت. وكانت جميع حالات الاغتصاب المبلغ عنها تقريباً عمليات اغتصاب جماعي، وارتكبت القوات شبه العسكرية الصربية معظمها لإرهاب المدنيين عمداً، أو ابتزاز الأموال، أو إجبار الناس على الفرار من المنطقة.
وبعد انتهاء النزاع، ترك العديد من الناجيات أزواجهن، واضطر بعضهم إلى تربية أطفالهم بمفردهن. ولم يكن لدى هؤلاء الناجيات أي اعتراف قانوني بمعاناتهم، لذلك في عام 2006، بدأت الجهود لمنح الاعتراف القانوني للناجيات من العنف الجنسي أثناء النزاع. لم يصدر هذا القانون حتى عام 2014. وفي الآونة الأخيرة، بدأت التدابير القانونية في تنفيذ برامج تعويضات للنساء الناجيات من العنف الجنسي المرتبط بالنزاع. وفي سبتمبر 2017، خصصت حكومة كوسوفو ميزانية للاعتراف والتحقق من وضع الناجين. وعلى هذا النحو، اكتسبت هؤلاء النساء صفة ضحايا مدنيين للحرب ويتقاضين معاشات شهرية.

## العنف ضد المرأة

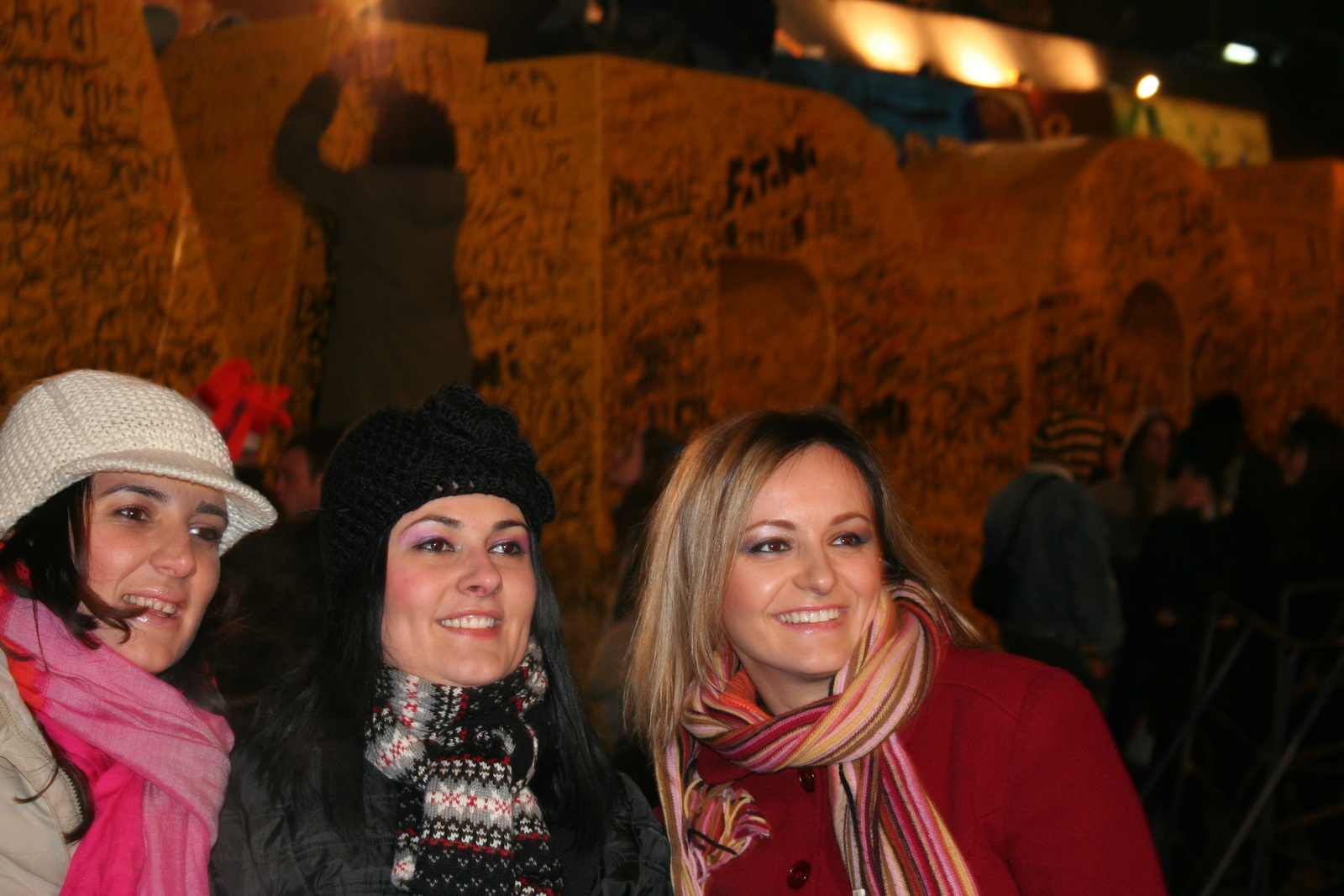
المرأة الألبانية العرقية في كوسوفو

العنف المنزلي شائع في جميع أنحاء كوسوفو. في عام 2016، تلقت الشرطة 870 بلاغًا عن العنف المنزلي الذي أدى فيما بعد إلى 243 حالة اعتقال. ومع ذلك، تقدر المصادر أن 90 بالمائة من حوادث العنف المنزلي لا يتم الإبلاغ عنها. في مسح أجري عام 2015، أفادت 68 في المائة من النساء أنهن عانين من العنف المنزلي في مرحلة ما من حياتهن. كما وجد الاستطلاع أن 20٪ من المجيبين من الذكور والإناث يعتقدون أنه من المقبول أن يضرب الزوج زوجته.ويمكن أن يسهم هذا القبول العام للعنف المنزلي في ارتفاع معدل الإصابة.
ويرى الكثيرون أن نظام العدالة الجنائية يُلام جزئياً لأن الجمع بين فساد الشرطة ونظام التعاطف مع الذكور يجعلهم غير محميين بشكل كافٍ. ونظرا لوضع كوسوفو، لا يمكن للمواطنين الذهاب إلى المحكمة الأوروبية لحقوق الإنسان، ولذلك يجب أن يعالجوا جميع القضايا على الصعيد المحلي.

## روابط خارجية
- وضع المرأة والبيئة - دراسة حالة: كوسوفو بقلم نيشي حليمي
- كوسوفو تاريخ قصير بقلم نويل مالكولم ، مطبعة جامعة نيويورك
- زميل كوسوفو في توصيل القادة النساء على المستويات المحلية والوطنية
- النساء في كوسوفو ضحايا تاريخ قاس مقال: تريسي ويلكنسون ، لوس أنجلوس تايمز ، ستار تريبون
- حقوق الأقليات في كوسوفو نتائج مسح رائدة حول حقوق المرأة
- رئيسة جمهورية كوسوفو تخالف القوانين المتعلقة بـ "السيدة الأولى"
- في الأخبار - مبادرة التاريخ الشفوي في كوسوفو
- نساء كوسوفو في العمل: استعادة تاريخ المقاومة المدنية